# Sulzberg (Oberallgäu)
Sulzberg är en köping (Markt) i Landkreis Oberallgäu i Regierungsbezirk Schwaben i förbundslandet Bayern i Tyskland. Folkmängden uppgår till cirka 5 000 invånare.
Orter i Sulzberg förutom centralorten Sulzberg: Eizisried, Graben, Hinter’m Buch, Auf’m Buch, Moosbach, Öschle, Ottacker, Ried b. Sulzberg, Ruchis, See, Steingaden, Untergassen och Schwarzenbach.
Söder om Sulzberg ligger Allgäuer Alpen med bergen Grünten, Widderstein och Geißhorn.

## Historia
Orten nämns 1059 för första gången i en urkund.

## Sevärdheter
- Burgruin Sulzberg
- Ortens katolska kyrka
- Brandkårsmuseet
- Mill i Aleuthe

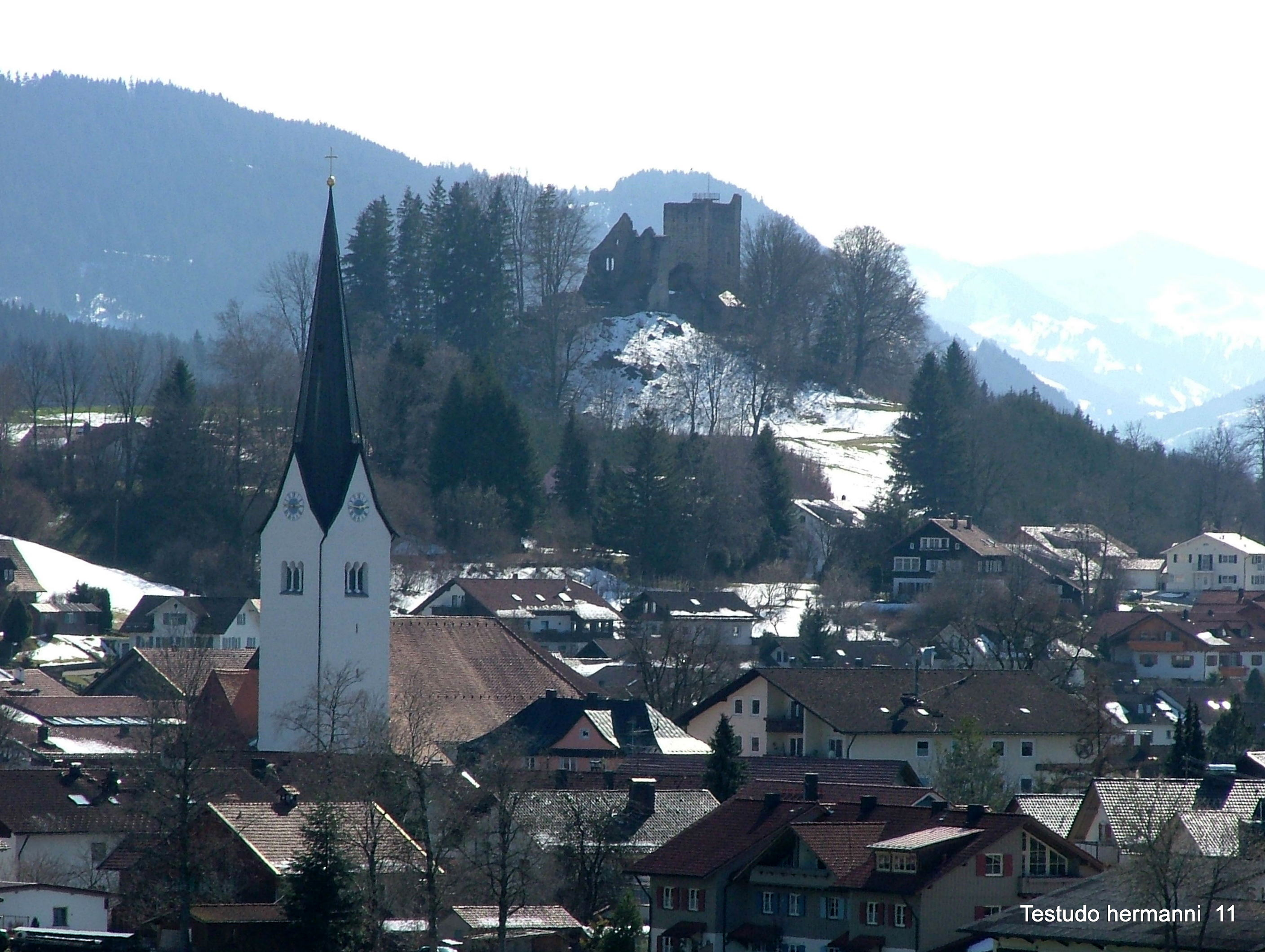
Sulzberg och borgruin
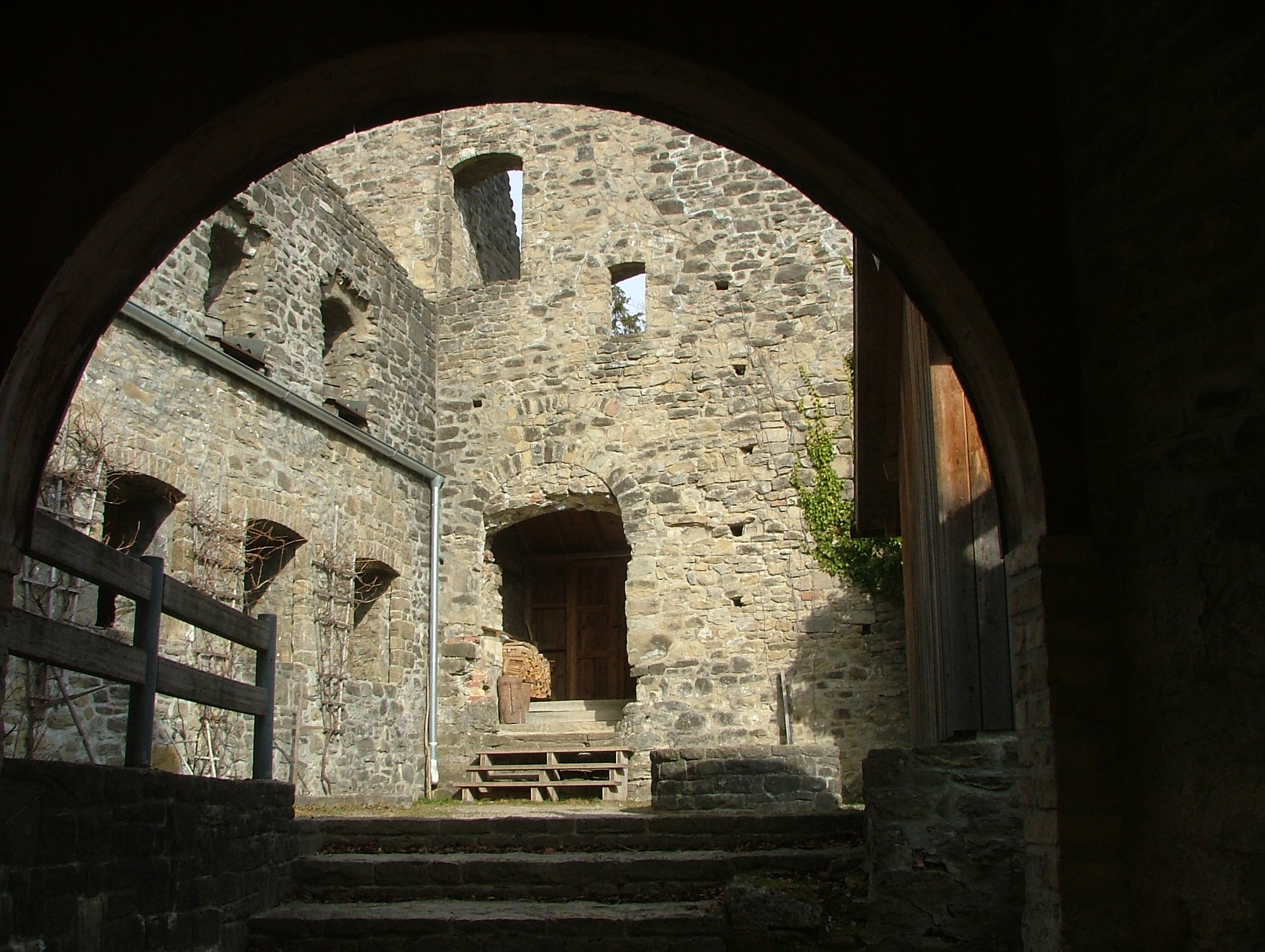
Ruin Sulzberg
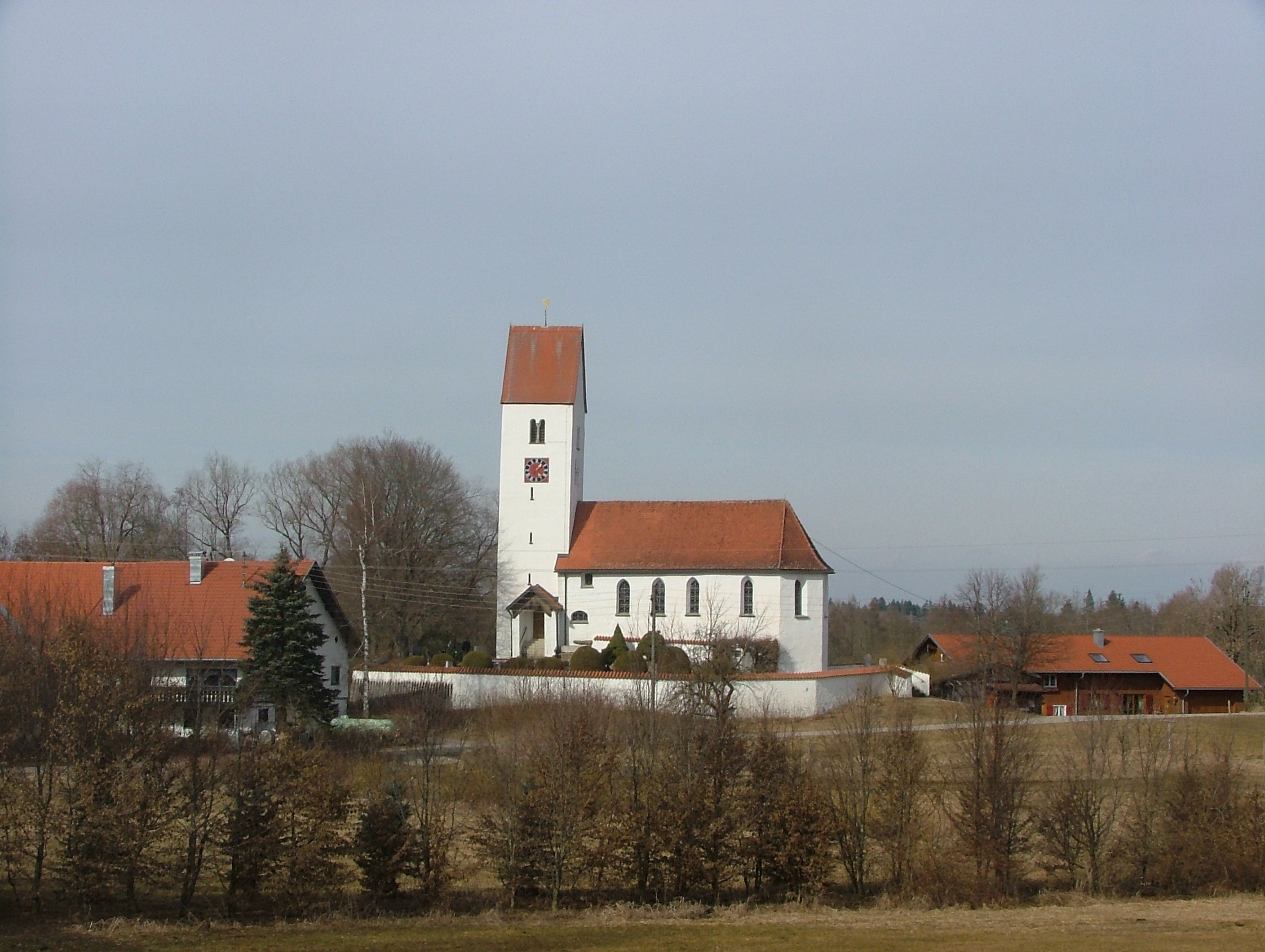
Ried Ottacker
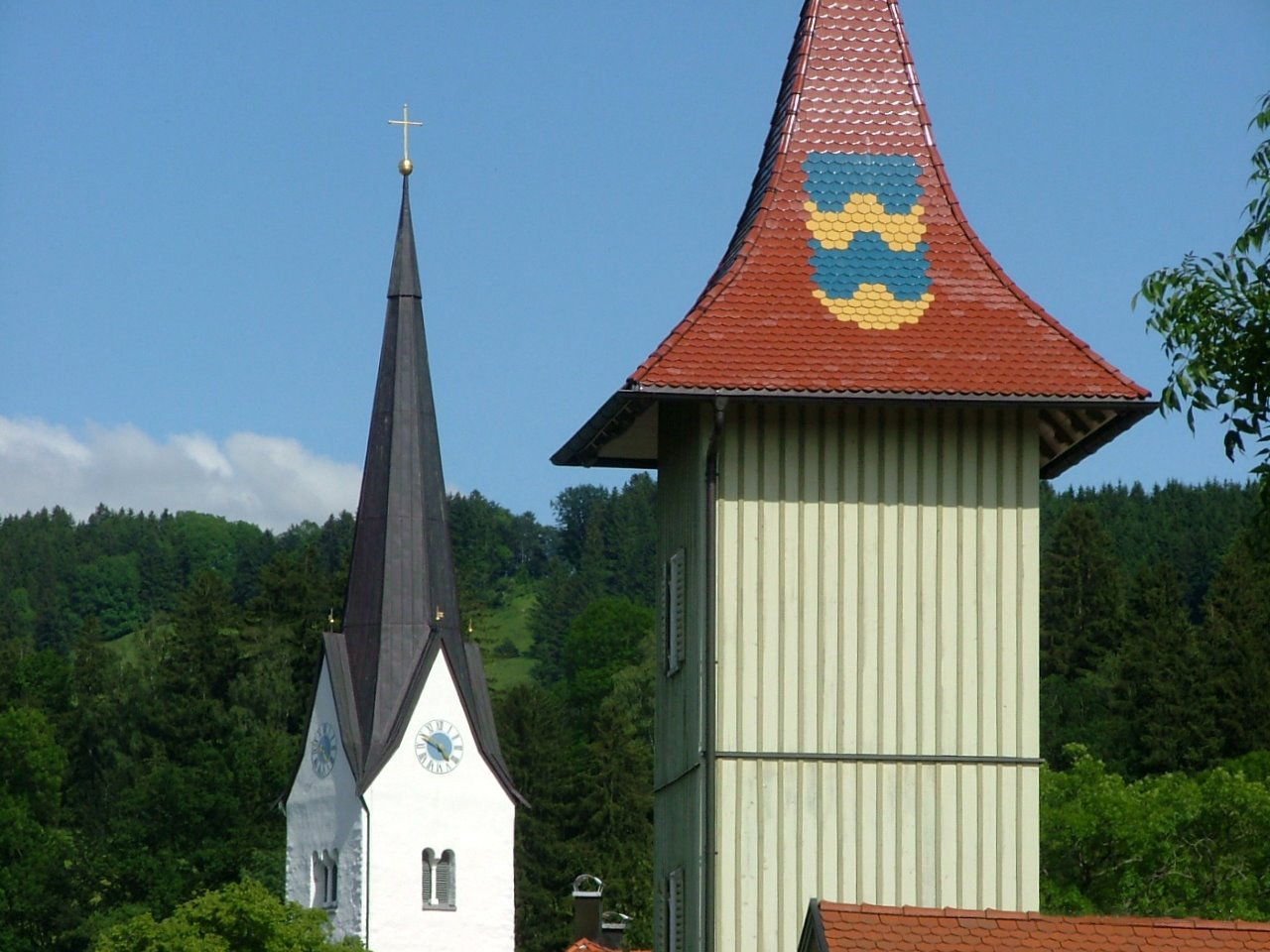
Brandkårsmuseet
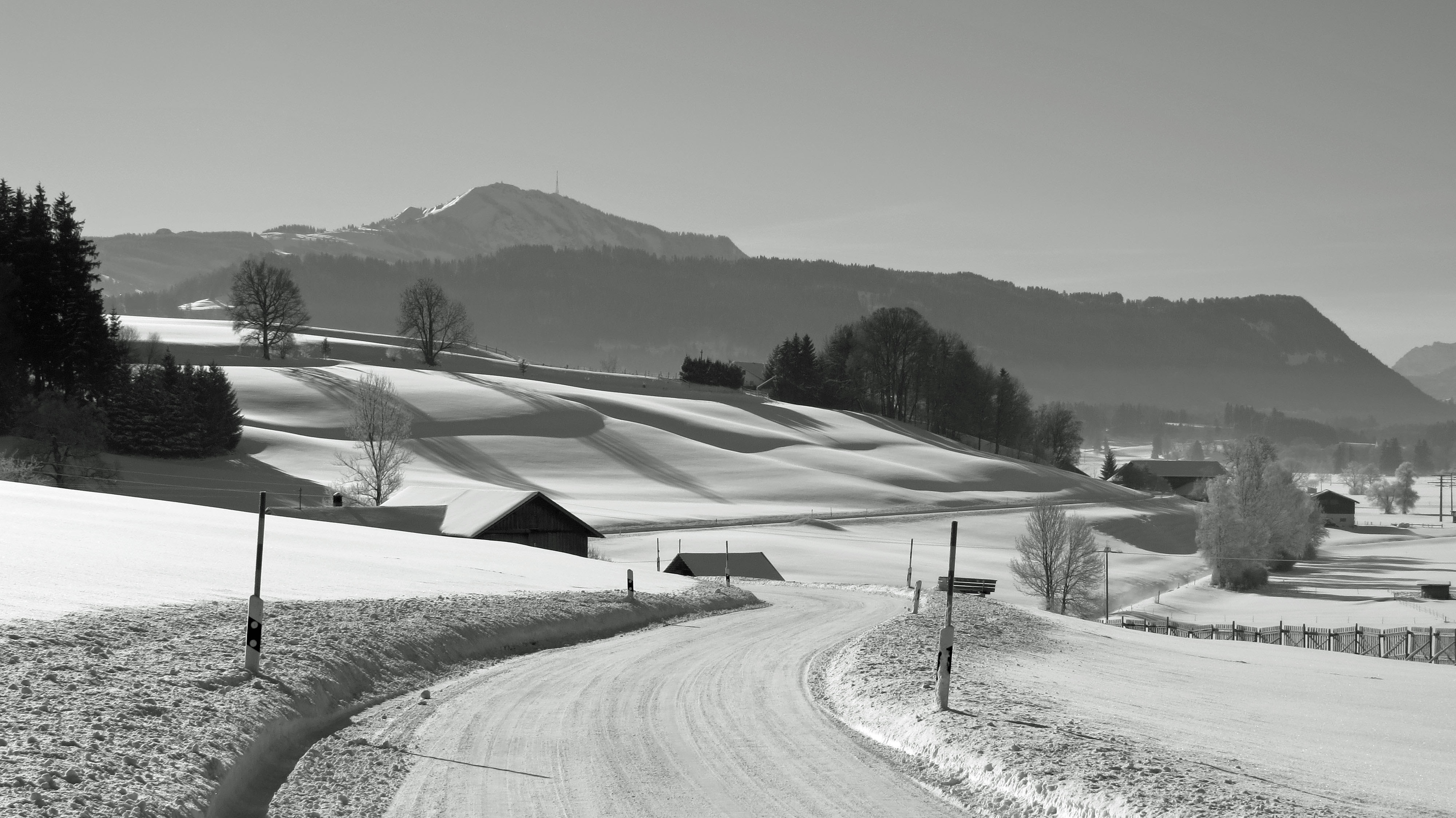
Sulzberg på vintern (Steingaden)
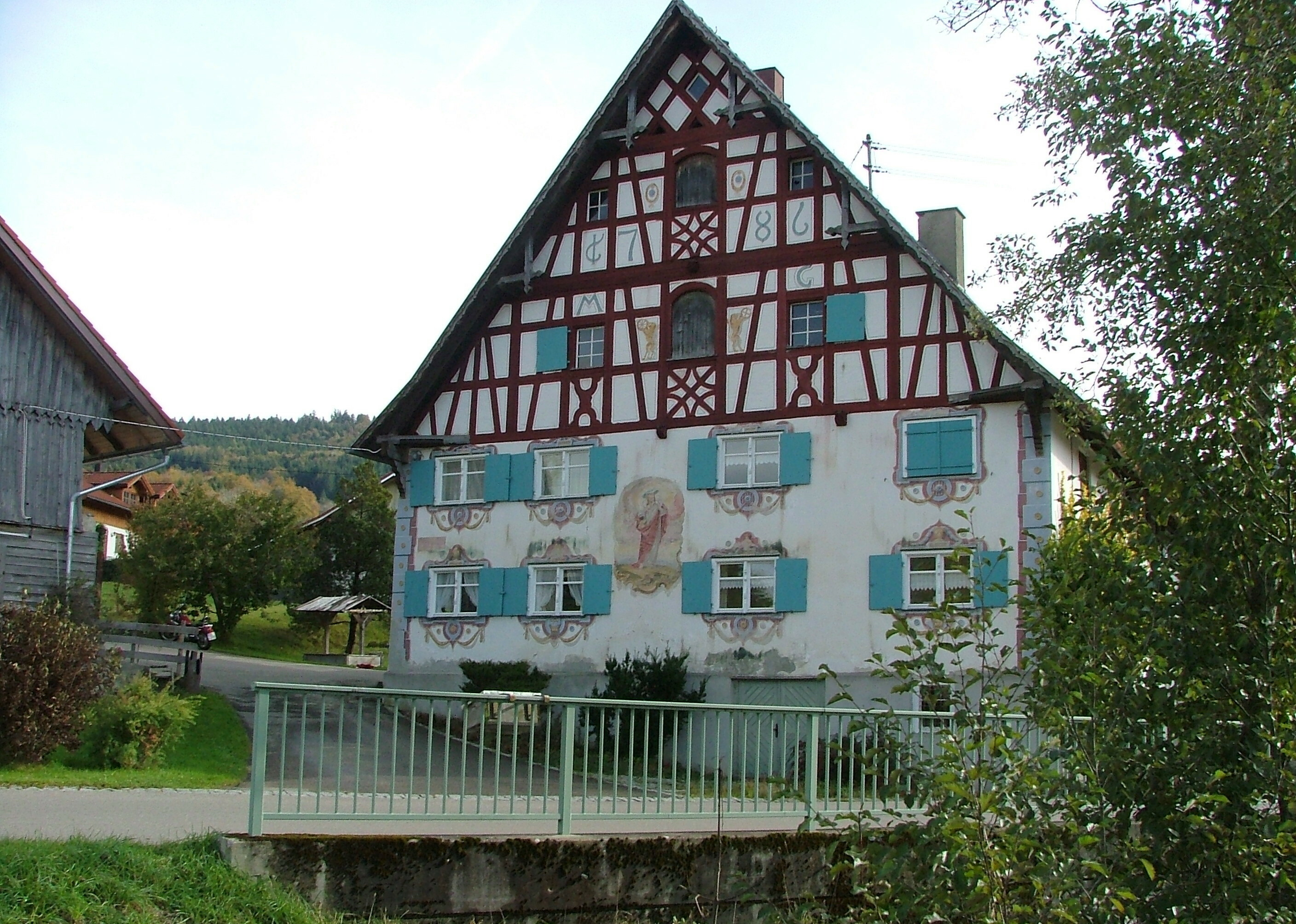
Mill i Aleuthe

## Specialiteter

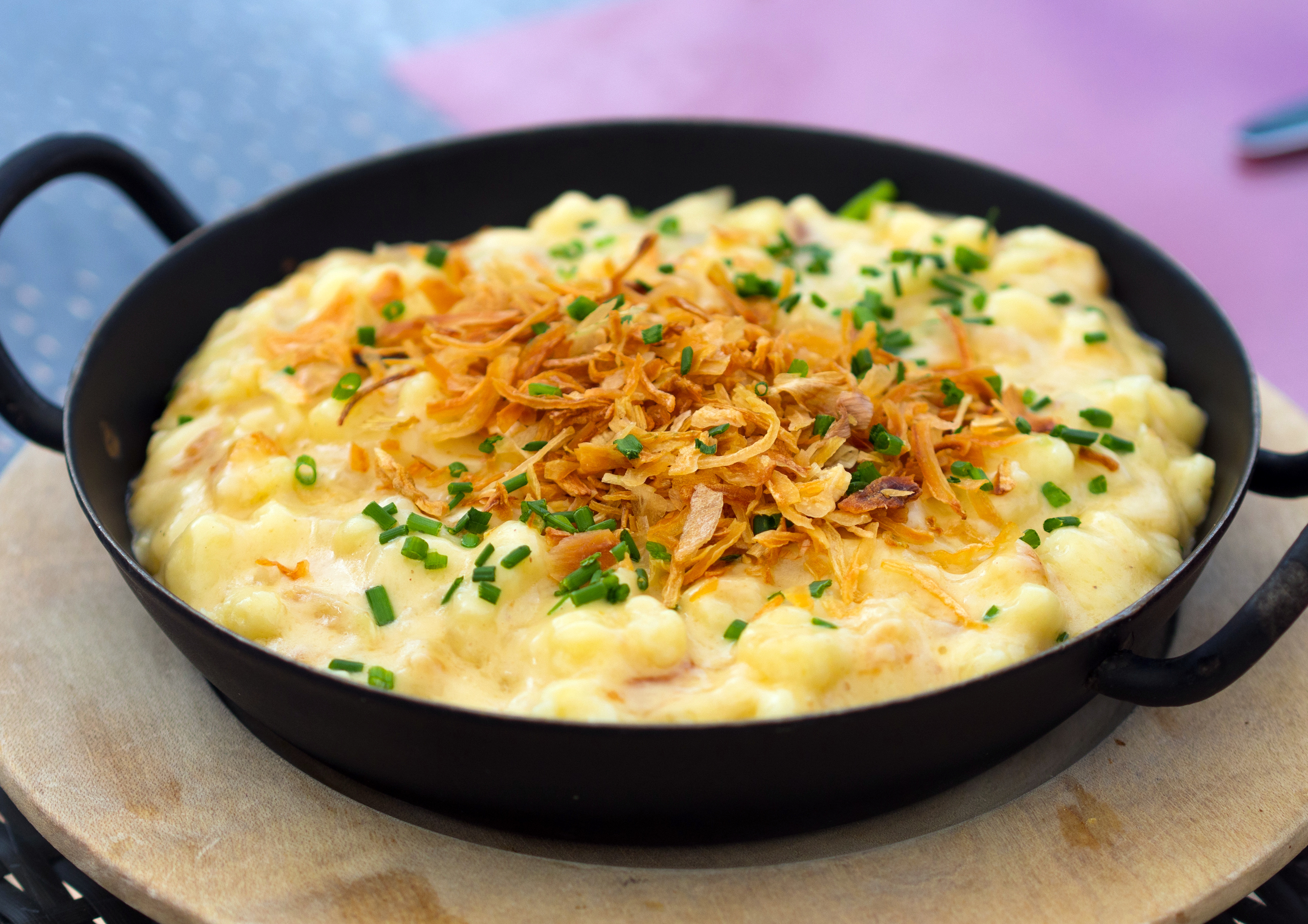
Käsespätzle med rostad lök
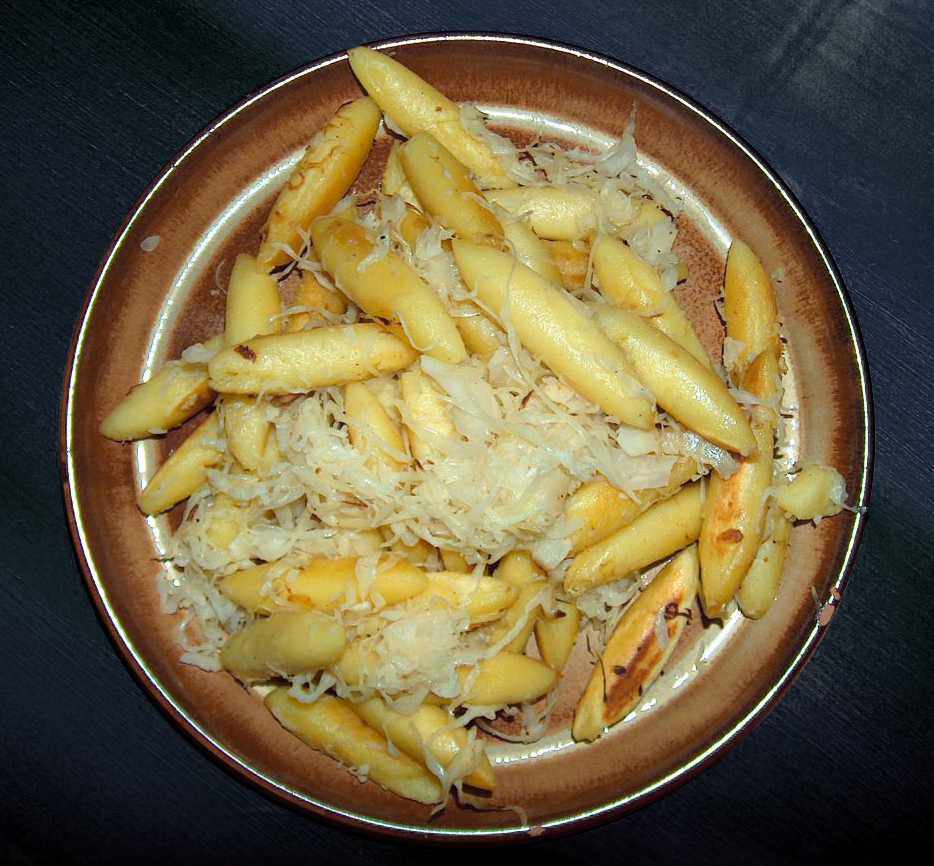
Schupfnudel med surkål
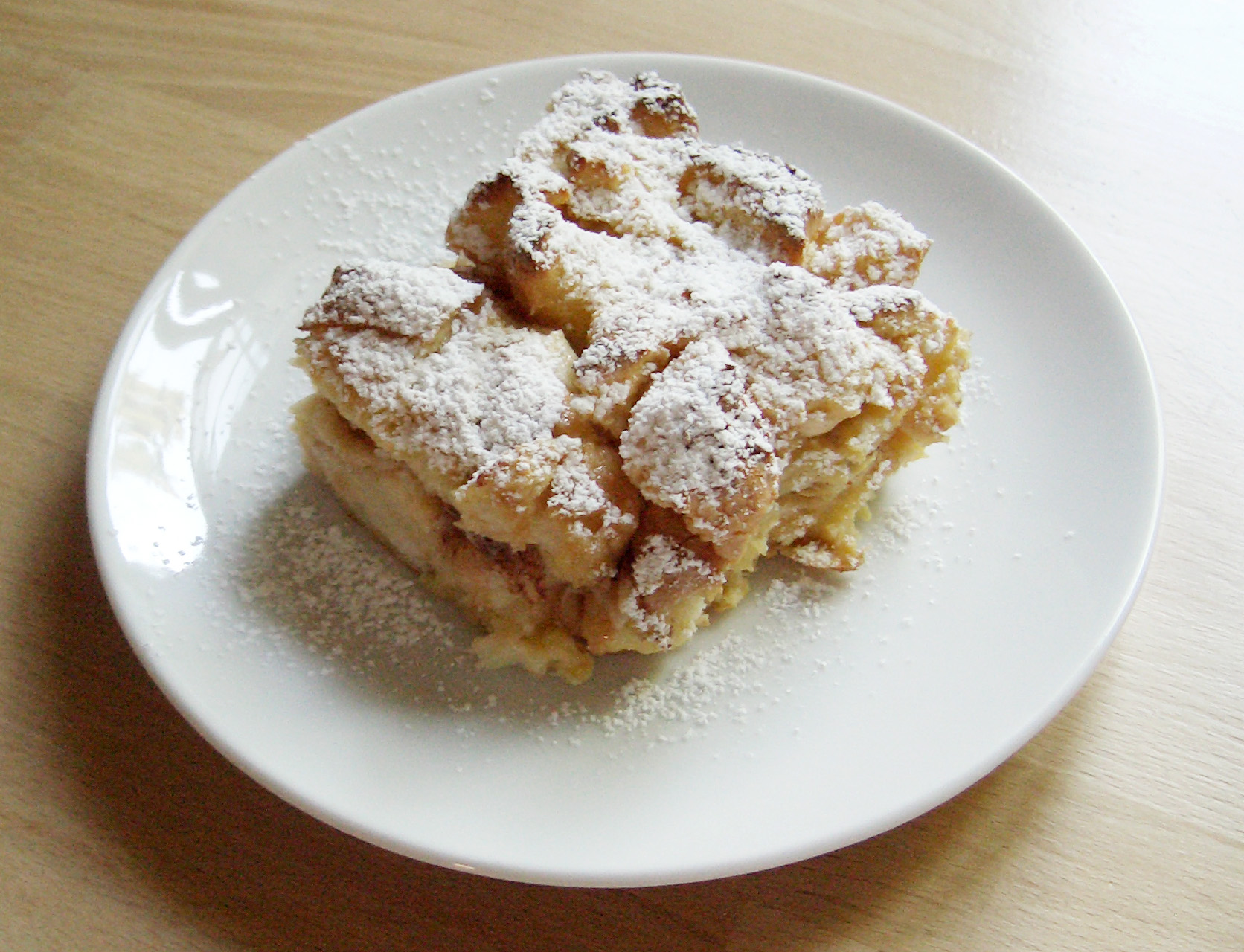
Ofenschlupfer
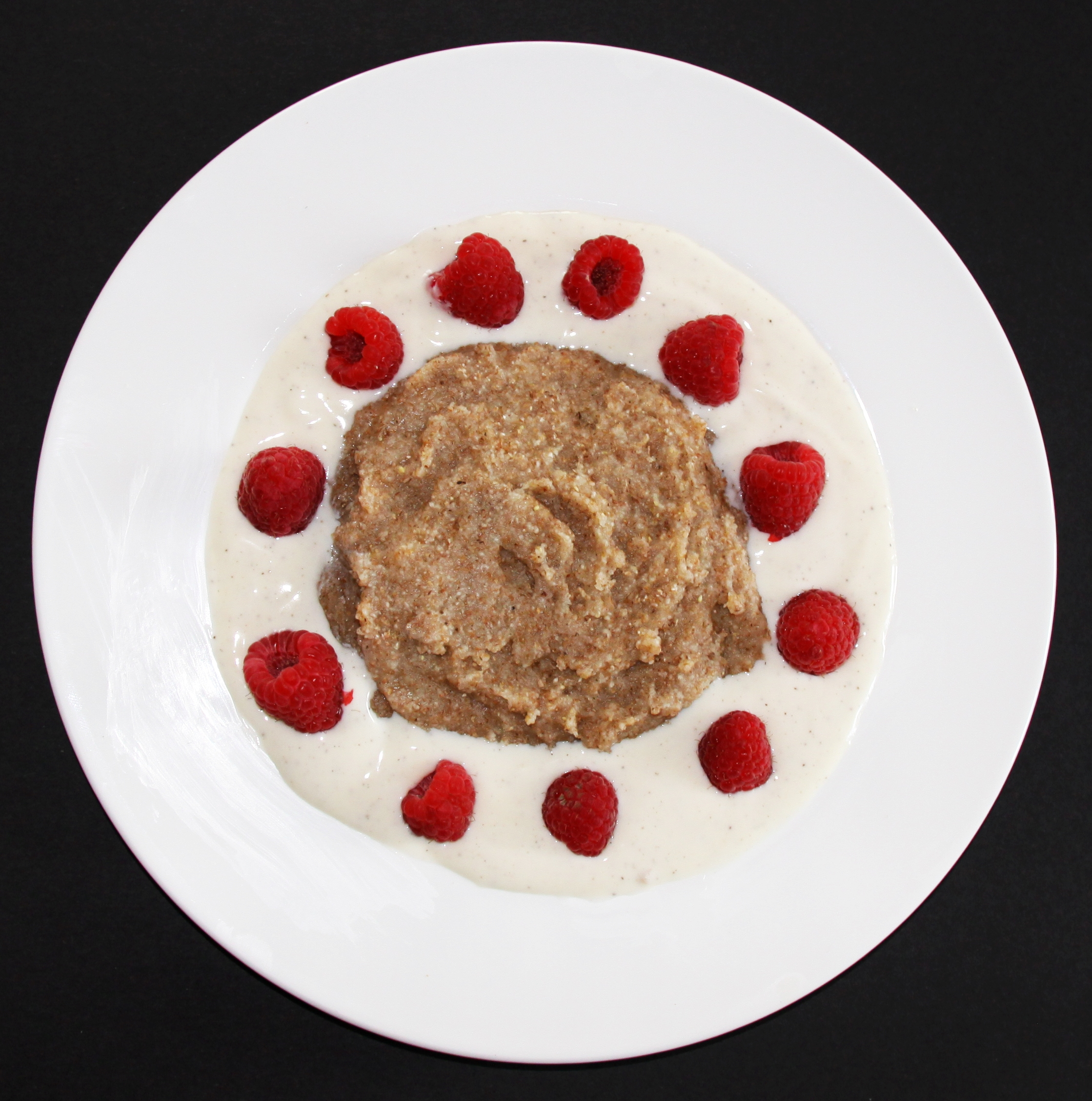
Brenntar

## Kända personer som bott i Sulzberg
- Paul Kuën (1910-1997), tysk operasångare (tenor)